# Ramón García Martínez
Ramón García Martínez   (Alacant, 6 de novembre de 1905 - Alacant, octubre 1982), conegut futbolísticament com a Ramonzuelo, fou un futbolista valencià de la dècada de 1920.

## Trajectòria
Jugava a la posició d'extrem dret. Ramonzuelo començà a practicar el futbol al Cercle de Belles Arts d'Alacant, d'on passà al Club Natació Alacant, el qual durant els anys 1920 era el principal club de futbol de la ciutat. La temporada 1923-24 guanyà el Campionat de Llevant de futbol, màxim títol del moment a la zona. L'any 1926 fitxà per l'Elx CF, on començà a rebre un salari per jugar a futbol, i un any més tard pel Llevant FC. La temporada 1928-29 marxà a Barcelona per ingressar al CE Europa, club amb el qual debutà a primera divisió, disputant 13 partits en els quals marcà 3 gols. És el primer futbolista alacantí en jugar en aquesta categoria. La temporada 1930-31 jugà al FC Badalona. Entre 1931 i 1934 fitxà per l'Hèrcules CF, club que aquests anys havia esdevingut el primer club de la ciutat, i acabada la Guerra Civil jugà amb el Reial Oviedo. Disputà quatre partits amb la selecció catalana de futbol entre 1929 i 1931, en els quals marcà un gol.
La temporada 1937-38 entrenà a l'Alacant Club de Futbol. Posteriorment estigué lligat a l'Hèrcules en diversos càrrecs, director esportiu, entrenador del futbol base, entrenador assistent i entrenador temporal del primer equip.

## Palmarès
- Campionat de Llevant de futbol:
  - 1923-24